# Teatro Cariola 1985
Teatro Cariola 1985 es el primer bootleg de la banda chilena Los Prisioneros.
Fue grabado en el Teatro Cariola de Santiago el 16 de noviembre de 1985, durante un concierto organizado junto a Aparato Raro. En aquella ocasión la banda presentó algunas canciones del que sería su próximo disco, Pateando piedras.

## Lista de canciones
1. «Latinoamérica es un pueblo al sur de Estados Unidos»
2. «La voz de los '80»
3. «No necesitamos banderas»
4. «Independencia cultural»[n. 1]
5. «Sexo»
6. «¿Por qué no se van?»
7. «Paramar»
8. «Ellos dicen no»[n. 2]
9. «¿Quién le tiene miedo a las máquinas?»[n. 3]
10. «Muevan las industrias»[n. 4]
11. «Pendiente fuerte de ti»[n. 5]
12. «Nunca quedas mal con nadie»

## Personal
- Jorge González: Voz, bajo y teclados.
- Claudio Narea: Guitarra y coros.
- Miguel Tapia: Batería, percusión y coros.

- Datos: Q8775698